# معدات القوات المسلحة الإيرانية
منذ عام 1925 حتى انتصار الثورة الإسلامية في إيران في عام 1979مـ، تم تجهيز إيران في الغالب مع الأجهزة الغربية. هناك حالات حيث تم تزويد إيران بمعدات حتى قبل أن جعلت معيار في البلدان التي طوّرتها (على سبيل المثال إف-14 توم كات الأمريکي، أو دبابة تشيفتن البريطاني). وأهمّ البلدان المزوّدة کانت: الولايات المتحدة وبريطانيا وفرنسا وجمهورية ألمانيا الاتحادية (ألمانيا الغربية) وإيطاليا وإسرائيل، والاتحاد السوفياتي.
كانت الحرب العراقية الإيرانية، والعقوبات بعد الثورة في ذلك الوقت، لها تأثير كبير على المخزون الإيراني من المعدات الغربية. تحت ضغوط الحرب تم استنفاد جميع الإمدادات بسرعة وأصبح الحصول علي الاستبدالات صعبة على نحو متزايد. في النهاية أجبرت الحرب إيران علی التحول نحو الاتحاد السوفيتي وكوريا الشمالية والبرازيل، والصين لتلبية المتطلبات العسكرية على المدى القصير. تمّ تنفيذ التطورات الأولية في كل ميدان من ميادين التكنولوجيا العسكرية بدعم تقني من روسيا والصين، وكوريا الشمالية لوضع الأسس اللازمة لصناعة المستقبل.
وانخفض الإتكال الإيراني على هذه البلدان بشكل سريع خلال العقد الماضي في معظم القطاعات التي تسعى إيران للحصول على الاستقلال التام وحققت تقدما كبيرا في مختلف المجالات، وخاصة في مجال تكنولوجيا الفضاء وتكنولوجيا الصواريخ ولکن في بعض القطاعات مثل بعض أقسام قطاع الطيران، تتکل إيران علی المساعدات الخارجية. وقد طوّرت إيران القدرة على الهندسة العكسية للأجهزة الخارجية الموجودة، من أجل تكييفها مع متطلباتها الخاصة ومن ثم تصنيع المنتج النهائي. الأمثلة على ذلك هي ناقلة جنود مدرعة «براق» وطائرة مقاتلة اذرخش. في محاولة لجعل الصناعات العسكرية أكثر استدامة سعت إيران أيضا إلى تصدير منتجاتها العسكرية.
هذه الصفحة تتضمن الأسلحة المستخدمة من قبل القوات البرية لكل من الجيش الإيراني وحرس الثورة الإسلامية.

## أسلحة المشاة

### الأسلحة الصغيرة
| نموذج                     | نوع                     | كمية | منشأ                   | صورة | ملاحظات                                                                 |  |
| ------------------------- | ----------------------- | ---- | ---------------------- | ---- | ----------------------------------------------------------------------- |  |
| سيج سوير بي226            | مسدس نصف آلي            |      | إيران                  |      | 9 ملم مسدس الإنتاج المحلي غير مرخص له البديل من السويسري SIG سوير P226. |  |
| كولت إم1911               | مسدس نصف آلي            |      | الولايات المتحدة       |      | مسدس.45 ACP .                                                           |  |
| إم بي 5                   | مسدس رشاش               |      | ألمانيا/إيران          |      | MP5 المصنعة بموجب ترخيص هكلر آند كوخ                                    |  |
| عوزي                      | مسدس رشاش               |      | إسرائيل                |      | [ 5 ]                                                                   |  |
| دراغونوف                  | بندقية قنص              |      | الاتحاد السوفيتي/إيران |      | المصنعة بموجب ترخيص دراغونوف                                            |  |
| بندقية قنص سياوش          | بندقية قنص              |      | إيران                  |      | المنتجة محليا قناص خفيف الوزن، وزنها 6.5 كيلوغرام (14 رطل) حمولتها      |  |
| شتاير إتش إس 50/صياد      | بندقية مضادة للعتاد     |      | أستراليا/إيران         |      | [ 8 ]                                                                   |  |
| قناص شاهر                 | بندقية قنص مضادة للعتاد |      | إيران                  |      | بندقية إيرانية 14.5 ملم مضادة العتاد.                                   |  |
| تکتاب                     | بندقية قنص مضادة للعتاد |      | إيران                  |      | بندقية إيرانية 20 ملم مضادة العتاد.                                     |  |
| نورينکو CQ                | بندقية اقتحام           |      | إيران                  |      | نسخة من نورينكو CQ. في الخدمة مع وحدة الصابرين                          |  |
| قناص آرش                  | بندقية قنص مضادة للعتاد |      | إيران                  |      | بندقية إيرانية، 20 مم متعددة العمل مضادة للعتاد.                        |  |
| بندقية خيبر               | بندقية اقتحام           |      | إيران                  |      | بندقية إيرانية التصميم 5.56 × 45mm ومتعددة العمل. خدمة محدودة           |  |
| فاتح                      | بندقية اقتحام           |      | إيران                  |      | بندقية إيرانية، نسخة من XCR-L and FN SCAR الأمريکية.                    |  |
| إيه كيه إم                | بندقية اقتحام           |      | الاتحاد السوفيتي       |      | [ 15 ]                                                                  |  |
| بندقية اقتحام نوع 65      | بندقية اقتحام           |      | الصين                  |      | نسخة من AKM الصيني                                                      |  |
| KL-7.62                   | بندقية اقتحام           |      | إيران                  |      | نسخة إيرانية من نوع 56 و AK الصينية.                                    |  |
| جي 3                      | بندقية معركة            |      | ألمانيا/إيران          |      | إنتاج بترخيص، بندقية الخدمة الرئيسية للجيش                              |  |
| راينميتال أم جي 3 (3MGA3) | رشاش متعدد الأغراض      |      | ألمانيا/إيران          |      | إنتاج بترخيص                                                            |  |
| رشاش بي كي(PKM-T80)       | رشاش متعدد الأغراض      |      | الإتحاد السوفيتي/إيران |      | إنتاج محلي                                                              |  |
| دوشكا(MGD)                | مدفع رشاش ثقيل          |      | الإتحاد السوفيتي/إيران |      | إنتاج محلي                                                              |  |
| آر بي كي                  | مدفع رشاش خفيف          |      | الاتحاد السوفيتي       |      | إنتاج محلي                                                              |  |
| أخکر                      | مدفع رشاش ثقيل          |      | إيران                  |      | مدفع رشاش 7.62ملم منتج محليا، 6-دوارة ماسورة.                           |  |
| محرم                      | مدفع رشاش ثقيل          |      | إيران                  |      | مدفع رشاش 12.7ملم منتج محليا، 6-دوارة ماسورة.                           |  |
| نصير                      | قاذفة قنابل التلقائي    |      | إيران                  |      | قاذفة قنابل التلقائي 40MM.                                              |  |

### الأسلحة المضادة للدبابات للمشاة/غير موجهة
| نموذج           | نوع                   | كمية | منشأ                   | صورة | ملاحظات                                               |
| --------------- | --------------------- | ---- | ---------------------- | ---- | ----------------------------------------------------- |
| صاروخ SPG-9     | بندقية عديمة الارتداد |      | الإتحاد السوفيتي/إيران |      | [ 19 ] [ 20 ]                                         |
| M40             | بندقية عديمة الارتداد |      | الولايات المتحدة/إيران |      | [ 20 ]                                                |
| آر بي جي 7      |                       |      | الإتحاد السوفيتي/إيران |      | [ 21 ]                                                |
| آر بي جي نوع 69 |                       |      | الصين                  |      | نسخة صينية من آر بي جي 7 الروسية.                     |
| صاعقة           | صاروخ مضاد للأفراد    |      | إيران                  |      | صاروخ 40 ملم مضاد للأفراد، نسخة متطورة من آر بي جي 7. |
| آر بي جي - 29   |                       |      | الإتحاد السوفيتي       |      | [ 23 ]                                                |

### الصواريخ الموجهة المضادة للدبابات
| نموذج                        | نوع                                   | كمية | منشأ                   | صورة | ملاحظات                                                          |
| ---------------------------- | ------------------------------------- | ---- | ---------------------- | ---- | ---------------------------------------------------------------- |
| صاروخ طوفان                  | صاروخ موجه مضاد للدروع                | +    | إيران                  |      | نسخة المهندسة العکسية من صاروخ بي جي إم-71 تاو.                  |
| طوفان 2B                     | صاروخ موجه مضاد للدروع                | +    | إيران                  |      | عكس هندستها من BGM-71C تاو الأمريکي.                             |
| طوفان 5                      | صاروخ موجه مضاد للدروع/مضاد للمروحيات | +    | إيران                  |      | ترقية BGM-71C تاو مع نظام توجيه شعاع الليزر الراکب.              |
| صاعقة 1/2                    | صاروخ موجه مضاد للدروع                | +    | إيران                  |      | عکس هندستها من إم 47 دراغون.                                     |
| ماليوتكا/رعد                 | صاروخ موجه مضاد للدروع                | +    | الإتحاد السوفيتي/إيران |      | صنعت في إيران تحت اسم رعد.                                       |
| 9K111 Fagot [الإنجليزية]     | صاروخ موجه مضاد للدروع                | +    | الإتحاد السوفيتي       |      |                                                                  |
| كونكورس 9М113                | صاروخ موجه مضاد للدروع                | +    | الإتحاد السوفيتي/إيران |      | صنعت في إيران ک"توسن-1" أو "M-113 ".                             |
| 9K115-2 Metis-M [الإنجليزية] | صاروخ موجه مضاد للدروع                | +    | روسيا/إيران            |      | انتج بموجب ترخيص من روسيا.                                       |
| صاروخ ميلان                  | صاروخ موجه مضاد للدروع                | +    | فرنسا                  |      | استولي عليه خلال الحرب بين إيران والعراق، ربما لم يعد في الخدمة. |
| 9M133 كورنت/دهلاوية          | صاروخ موجه مضاد للدروع                | +    | إيران                  |      | نسخة إيرانية من کورنت                                            |

## المركبات

### مرکبات القتال المدرعة
| نموذج                                                             | نوع                             | كمية                   | منشأ          | صورة | ملاحظات |
| ----------------------------------------------------------------- | ------------------------------- | ---------------------- | ------------- | ---- | --- |
| براق بي إم بي-1                                                   | ناقلة جنود مدرعة                | 350                    | 1997          |      | 210 BMP-1 و 140 براق وفقا للأمن العالمي |
| رخش                                                               | ناقلة جنود مدرعة                | 50+                    |               |      | |
| سریر                                                              | ناقلة جنود مدرعة                | +                      |               |      | حرس الثورة الإسلامية. |
| صياد                                                              | مركبة قتال مدرعة سريعة          | +                      |               |      | |
| إم-113                                                            | ناقلة جنود مدرعة                | 200                    |               |      | |
| EE-9 کاسکافيل                                                     | سيارة مصفحة                     | 35                     |               |      | وفقا للأمن العالمي 35 في الخدمة |
| بي تي أر-50 بي تي أر-60                                           | ناقلة جنود مدرعة برمائية        | 250                    | 1966          |      | مدفع رشاش کي.بي.وي 14.5 ملم استبدل مع مدفع رشاش دوشكا عيار 12.7 مم أو بندقية ZSU-23 على بعض المركبات. وأضيفت قاذفات ATGM لبعض المركبات. |
| بي إم بي-2                                                        | مركبة قتال مدرعة                | 400                    | 1991–2001     |      | 1500 طلب في عام 1991 من روسيا وتم تسليم 413 بين عامي 1993 و 2001 وتم تسليم 82 مباشرة من قبل روسيا و 331 تم تجميعها في إيران. 100 كانوا في الخدمة في عام 1995 و 140 في 2000 و 400 في عام 2002 و 2005 و 2008. 400 حاليا في الخدمة. وتزعم بعض المصادر أن إنتاج مستمر. |
| إف في 101 سكوربيون                                                | سيارة قتالية استطلاعية (مجنزرة) | 80                     | 1997          |      | توسن هي مدرعة خفيفة منتجة محليا، علی أساس إف في 101 سكوربيون. |
| دبابة توسن                                                        | دبابة خفيفة                     | 20                     | 1997          |      | |
| دبابة ذو الفقار MBT 3 دبابة ذو الفقار MBT 2 دبابة ذو الفقار MBT 1 | دبابة قتالية                    | 100+ +150+             | 1996–حتی الآن |      | مبني على M60 و T-72. ويتميز بنظام تحكم اطلاق النار EFCS 3 والملقم الآلي. الإنتاج المتأخر لذي الفقار 3 لديه تمويه ذاكرة الوصول العشوائي وRWS مع رشاش دوشكا المركب. 150+ في الخدمة وفق الأمن العالمي                                                                 |
| دبابة تشيفتن دبابة مبارز                                          | دبابة قتال الرئيسية             | -100(تشيفتن) -مبارز~50 |               |      | 707 MK-5P و MK-3P و125-189 FV-4030-1 و41 مركبة إصلاح مدرعة و 14 AVLB التي تم الحصول عليها قبل ثورة عام 1979. ألغيت شحنات مقررة إضافية أكثر قدرة من سلسلة 4030 في تلك المرحلة. 100 في الخدمة اعتبارا من عام 2005. والکثير من غيرها رفع مستواها إلی مبارز            |
| إم-60 باتون                                                       | دبابة قتال رئيسية               | 150                    |               |      | تزعم بعض المصادر~150 إم-60. تمّ تحديثها محليا باسم الصمصام. |
| إم-47 باتون                                                       | دبابة قتال رئيسية               | 168                    |               |      | الأمن العالمي ~68 إم47 تمّ تحديثها محليا باسم "سبلان" و"تيام". |
| تي-72إس                                                           | دبابة قتال رئيسية               | 480                    | 1994–1999     |      | إيران انتجت 422 دبابة T-72S بموجب ترخيص من روسيا 1993-2001، وتلقّت 104 دبابة T-72M1 من بولندا 1994-1995 و37 دبابة T-72M1 من روسيا البيضاء ابتداءًا من عام 2000. |
| تي-62                                                             | دبابة قتال رئيسية               | 80                     |               |      | [ 35 ] |
| تي-54/55                                                          | دبابة قتال رئيسية               | 100                    |               |      | [ 35 ] |
| نوع 69                                                            | دبابة قتال رئيسية               | 200                    |               |      | [ 35 ] |
| دبابة تايب 59                                                     | دبابة قتال رئيسية               | 200                    |               |      | [ 35 ] |
| تي-72Z سفير-74                                                    | دبابة قتال رئيسية               | 238                    |               |      | 10 دبابة. |
| دبابة كرار                                                        | دبابة قتال رئيسية               |                        | 2016          |      | النسخة المحلية من T-90MS |

### مركبات أخرى
| نموذج                    | نوع                         | كمية  | منشأ | صورة | ملاحظات                    |
| ------------------------ | --------------------------- | ----- | ---- | ---- | -------------------------- |
| مرکبة سفير               | مركبة عسكرية متعددة الأغراض | 5000+ | 2008 |      | الإنتاج السنوي: 5000 سيارة |
| مرکبة سمندر              | سيارة هجوم الخفيفة          | +     |      |      | [ 40 ] [ 41 ]              |
| مرکبة کويران             | مركبة عسكرية متعددة الأغراض | +     |      |      | [ 42 ]                     |
| مرکبة سبهر               | عربة نفعية                  | +     |      |      | [ 43 ] [ 44 ]              |
| مركبة تكتيكية أرَس        | مركبة عسكرية متعددة الأغراض | +     |      |      | [ 45 ] [ 46 ]              |
| مركبة تكتيكية رِنجِر       | سيارة هجوم الخفيفة          | +     |      |      | [ 47 ] [ 48 ]              |
| شاحنة نينوا              | شاحنة خفيفة                 | +     |      |      | [ 49 ]                     |
| شاحنة مرسيدس بنز سلسلة-L | شاحنة                       | +     |      |      | [ 50 ]                     |
| شاحنة مرسيدس بنز أكتروس  | شاحنة ثقيلة                 | +     |      |      |                            |
| شاحنة كراز               | شاحنة ثقيلة                 | +     |      |      | [ 50 ]                     |

## المدفعية

### هاون
| نموذج           | نوع         | كمية | منشأ  | ملاحظات       |  |
| --------------- | ----------- | ---- | ----- | ------------- |  |
| هاون مارش 37 مم | هاون 37 مم  | +    | إيران |               |  |
| HM 12           | هاون 60 مم  | +    | إيران |               |  |
| HM 13           | هاون 60 مم  | +    | إيران |               |  |
| HM 14           | هاون 60 مم  | +    | إيران |               |  |
| HM 15           | هاون 81 مم  | +    | إيران |               |  |
| HM 16           | هاون 120 مم | +    | إيران |               |  |
| هاون رزم        | هاون 120 مم | +    | إيران | [ 42 ]        |  |
| هاون وفا        | هاون 120 مم | +    | إيران | [ 45 ] [ 46 ] |  |

### مدفعية مقطورة
| نموذج                                    | نوع          | كمية | منشأ | مکتسب                  | صورة | ملاحظات                                                                                        |
| ---------------------------------------- | ------------ | ---- | ---- | ---------------------- | ---- | ---------------------------------------------------------------------------------------------- |
| هاوتزر M101                              | هاوتزر 105مم | 130  |      | الولايات المتحدة       |      |                                                                                                |
| هاوتزر عيار 122 مم D-30) 2A18)           | هاوتزر 122مم | 550  |      | روسيا/الصين            |      |                                                                                                |
| هاوتزر عيار 122 مم M1938                 | هاوتزر 122مم | 100  |      | الصين                  |      |                                                                                                |
| أم-46                                    | هاوتزر 130مم | 985  |      | الاتحاد السوفيتي/الصين |      | في عام 2002، کان لدی إيران 1100 M-46 في استخدام مشروط. بحلول عام 2012 انخفض هذا العدد إلى 985. |
| بندقية هاوتزر مقطورة 152 مم M1955 (D-20) | هاوتزر 152مم | 30   |      | الاتحاد السوفيتي/الصين |      |                                                                                                |
| WAC-21                                   | هاوتزر 155مم | 15   |      | الصين                  |      |                                                                                                |
| GC-45                                    | هاوتزر 155مم | 120  |      | كندا                   |      |                                                                                                |
| 155mm M114                               | هاوتزر 155مم | 70   |      | الولايات المتحدة       |      |                                                                                                |
| 120mm HM-40                              | هاوتزر 122مم | +    |      | إيران                  |      |                                                                                                |
| 155mm HM 41                              | هاوتزر 155مم | +    |      | إيران                  |      |                                                                                                |
| هابیتز FH77                              | هاوتزر 155مم | 18   |      |                        |      |                                                                                                |
| هاوتزر G5                                | هاوتزر 155مم | 50   |      | جنوب أفريقيا           |      | في عام 1990، كان لدى إيران 50 G-5. ومع ذلك، ليس هناك أية معلومات حالية عن حالة هذا هاوتزر.     |
| هاوتزر 203mm M115                        | هاوتزر 203مم | 20   |      | الولايات المتحدة       |      |                                                                                                |
| النوع 63 راجمة صواريخ MRL/فجر 1          | 107mm MRL    | 1300 | 1986 | إيران/الصين            |      | الأمن العالمي                                                                                  |

### مدفعية ذاتية الدفع
| نموذج                 | نوع                                | كمية | منشأ | مکتسب             | صورة | ملاحظات                              |
| --------------------- | ---------------------------------- | ---- | ---- | ----------------- | ---- | ------------------------------------ |
| فوزديكا 2أس1          | 122مم مدفع ذاتي الحركة             | 60   |      | روسيا             |      |                                      |
| رعد-1                 | 122mm مدفع ذاتي الحركة             | +    | 1996 | إيران             |      | علی أساس فوزديكا 2أس1                |
| رعد-2                 | 155mm مدفع ذاتي الحركة             | +    | 1997 | إيران             |      | علی أساس M109                        |
| M-109                 | 155mm مدفع ذاتي الحركة             | 180  |      | الولايات المتحدة  |      | تم إعادة تصنيعها محليا باسم الهويزة. |
| کوکسان (المدفعية)     | 170mm مدفع ذاتي الحركة             | 20   |      | كوريا الشمالية    |      |                                      |
| مدفع ذاتي الدفع M-107 | 175mm مدفع ذاتي الحركة             | 30   |      | الولايات المتحدة  |      |                                      |
| هاوتزر M-110          | 203mm مدفع ذاتي الحركة             | 30   |      | الولايات المتحدة  |      |                                      |
| فجر-3                 | 240mm نظام الصواريخ متعدّد الانطلاق | 19   | 1994 | إيران             |      |                                      |
| فجر-5                 | 330mm نظام الصواريخ متعدّد الانطلاق | 19   | 1990 | إيران             |      |                                      |
| شاهين-1               | نظام الصواريخ متعدّد الانطلاق       | +    | 1990 | إيران             |      |                                      |
| شاهين-2               | نظام الصواريخ متعدّد الانطلاق       | +    | 1995 | إيران             |      |                                      |
| بي إم-21 غراد         | 122mm نظام الصواريخ متعدّد الانطلاق | 100  | 1978 | الإتحاد السوفياتي |      |                                      |
| 122mm حديد/آرش/نور    | 122mm نظام الصواريخ متعدّد الانطلاق | 55   | 1994 | إيران             |      |                                      |

## صواريخ أرض-أرض
وهذا يشير إلى الصواريخ البالستية وليس أنظمة ساحة المعركة. القوات الصاروخية الإيرانية تحت قيادة حرس الثورة الإسلامية، تحت سلطة الجيش. تتوفّر المعلومات الإضافية في سلاح الجو لحرس الثورة الإسلامية الذي يعمل في صواريخ بعيدة المدى الإيرانية. وأفادت التقارير أن إيران قد قامت بشراء 18 نقالة من صواريخ موسودان 3,200-4,000 كم (نسخة من مجموعة موسعة من السوفييتي R-27 ZYB) في عام 2005.

### صواريخ مضادة للسفن
| نموذج      | نوع                      | كمية | منشأ | مکتسب | صورة | ملاحظات                                            |
| ---------- | ------------------------ | ---- | ---- | ----- | ---- | -------------------------------------------------- |
| کوثر 1/2/3 | صاروخ مضاد للسفن         | +    |      | إيران |      | ASCM خفيف علی أساس C-701 الصيني وTL-10             |
| نصر-1      | صاروخ مضاد للسفن         | +    |      | إيران |      | ASCM خفيف علی أساس C-701 الصيني و TL-10            |
| نور        | صاروخ مضاد للسفن         | +    |      | إيران |      | ASCM علی أساس C-801 الصيني وC-802                  |
| رعد        | صاروخ مضاد للسفن         | +    |      | إيران |      | ACSM الأصل الإيراني الثقيل على غرار C-401 الصيني   |
| قادر       | صاروخ مضاد للسفن         | +    |      | إيران |      | [ 55 ]                                             |
| خليج فارس  | صاروخ باليستي مضاد للسفن | +    |      | إيران |      | علی أساس فاتح 110                                  |
| ظفر        | صاروخ مضاد للسفن         | +    |      | إيران |      | ASCM الخفيف للقوات البحرية في حرس الثورة الإسلامية |

### أنظمة صواريخ ساحة المعركة
| نموذج    | نوع                  | كمية | في الخدمة | مکتسب | صورة | ملاحظات |
| -------- | -------------------- | ---- | --------- | ----- | ---- | ------- |
| تندر-69  | المدفعية الصاروخية   | +    |           | إيران |      |         |
| عقاب     | المدفعية الصاروخية   | +    | 1985–الآن | إيران |      |         |
| نازعات   | المدفعية الصاروخية   | +    |           | إيران |      |         |
| زلزال-2  | صاروخ باليستي تكتيكي | +    |           | إيران |      | [ 59 ]  |
| فاتح 110 | صاروخ باليستي تكتيكي | +    | 2002–الآن | إيران |      | [ 60 ]  |

## أنظمة صواريخ الدفاع الجوي

### الأنظمة المدفعية للدفاع الجوي
| النموذج                       | كمية | النوع                          | صورة | ملاحظات |
| ----------------------------- | ---- | ------------------------------ | ---- | ------- |
| ZPU-4                         | +    | دفاع جوي                       |      |         |
| ZU-23                         | +    | دفاع جوي                       |      |         |
| أورليكن GDF                   | +100 | دفاع جوي                       |      |         |
| مدفع KS-19 مم100 للدفاع الجوي | +    | دفاع جوي                       |      |         |
| مصباح-1                       | +    | جهاز الدفاع القريب (CIWS)      |      |         |
| زي أس يو-23-4 شيلكا           | +100 | سلاح ذاتي الحركة مضاد للطائرات |      |         |

### الأنظمة الصاروخية للدفاع الجوي
| النموذج                | في الخدمة | النوع             | كمية | صورة | ملاحظات |  |
| ---------------------- | --------- | ----------------- | ---- | ---- | --- |  |
| إم آي إم-23 هوك        | 1970-الآن | صاروخ أرض-جو      | 150  |      | المصنع محليّا والنسخة المتطورة من النسخة ال1960 الأصلية لنظام هوك الأميرکي. وكانت القوة الجوية الإيرانية قد كشفت مؤخرا عن نسختها الخاصة من إم آي إم-23 هوك(MIM-23) اسمه "شاهين" الذي هو قيد الإنتاج. في عام 2012 أعلنت إيران أنها ستقوم بالإنتاج الضخم لجيلها المقبل من نظام دفاع جوي اسمه "مرصاد" والذي من شأنه أن يتکامل مع الصاروخ شاهين. |  |
| RIM-66 Standard        |           | صاروخ أرض-جو      | +    |      | المصنع محليا نسخة من البديل c.1970s |  |
| شهاب ثاقب (HQ-7)       | 2002-الآن | صاروخ أرض-جو      | +    |      | نسخة من نظام HQ-7 الصينية (FM-90). وکان هذا المشروع، الفائز الأول المشترك للبحوث التطبيقية في جائزة خوارزمي الدولية؛ عام 2001-طهران-إيران. عنوان المشروع: إنتاج صاروخ أرض-جو قصير المدی؛ شهاب ثاقب. المبدع:منظمة صناعات الطيران الإيرانية والمساهم: منظمة الصناعات الدفاعية الإيرانية                                                       |  |
| أس-75 دفينا            |           | صاروخ أرض-جو      | 45   |      | النسخة المتطورة من أس-75 دفينا. صياد-1 لديه کاشف الأشعة تحت الحمراء. وکان هذا المشروع، الفائز الأول المشترك للبحوث التطبيقية في جائزة خوارزمي الدولية؛ عام 2001-طهران-إيران. عنوان المشروع: إنتاج صاروخ صياد-1؛ المبدع:منظمة صناعات الطيران الإيرانية والمساهم: شركة الإنتاج الصناعي الإيراني للطائرات وصناعات آراك الآلية                  |  |
| صاروخ S-200            |           | صاروخ أرض-جو      | 200  |      | النسخة المتطورة من S-200 الروسي بمدي 250 کمـ. إيران لديها 5 کتائب وتتألف كل كتيبة من ستة قاذفات ورادار واحد للتحکم في إطلاق النار |  |
| سام 6                  | 1995-الآن | صاروخ أرض-جو      | 8    |      | |  |
| Rapier                 | 1971-الآن | صاروخ أرض-جو      | 30   |      | 45 أنظمة مسحوبة مع الرادار المخفي تم تسليمها قبل 1979. 72 أنظمة ذاتية الدفع وألغي الإنتاج المحلي ل1000 صاروخ عام 1979 |  |
| Sea Cat                |           | صاروخ أرض-جو      | 15   |      | |  |
| بانتسير-اس1            | 2008-الآن | صاروخ أرض-جو      | 10   |      | [ 61 ] |  |
| النظام الصاروخي تور    | 2005-الآن | صاروخ أرض-جو      | 29   |      | [ 62 ] |  |
| أس - 300               | 2016-الآن | صاروخ أرض-جو      | 9    |      | |  |
| نظام دفاع جوي مرصاد    | 2010-الآن | نظام الدفاع الجوي | +    |      | |  |
| نظام دفاع جوي رعد      | 2012-الآن | نظام الدفاع الجوي | +    |      | |  |
| نظام دفاع جوي يا زهراء | 2013-الآن | نظام الدفاع الجوي | +    |      | |  |
| نظام دفاع جوي حرز-9    | 2013-الآن | صاروخ أرض-جو      | +    |      | |  |
| نظام دفاع جوي باور-373 | 2014-الآن | نظام الدفاع الجوي | +    |      | |  |

### الأنظمة الدفاع الجوي المحمول
| النموذج     | الكمية | النوع                     | صورة |
| ----------- | ------ | ------------------------- | ---- |
| ميثاق-1     | +      | نظام الدفاع الجوي المحمول |      |
| ميثاق-2     | +      | نظام الدفاع الجوي المحمول |      |
| قيام        | +      | نظام الدفاع الجوي المحمول |      |
| RBS 70      | 50     | نظام الدفاع الجوي المحمول |      |
| ستريلا-2    | +      | نظام الدفاع الجوي المحمول |      |
| ستريلا-3    | +      | نظام الدفاع الجوي المحمول |      |
| صاروخ إيغلا | 700    | نظام الدفاع الجوي المحمول |      |

## طائرة
طيران جيش الجمهورية الإسلامية الإيرانية (IRIAA) هو الذراع الجوي لجيش الجمهورية الإسلامية الإيرانية.
| طائرة                 | نوع                                  | إصدارات             | في الخدمة (الأمن العالمي والمعهد الدولي للدراسات الإستراتيجية) | ملاحظات                                  | الشركة المصنعة                                                                                        | صورة |
| --------------------- | ------------------------------------ | ------------------- | -------------------------------------------------------------- | ---------------------------------------- | --- | ---- |
| G-889                 | المقاتلة الاعتراضية والتفوق الجوي    | AM                  | 44                                                             |                                          | بناؤها من قبل شركة نورثروب غرومان                                                                     |      |
| Mig-29                | متعددة الدور وطائرات التدريب         | A/B                 | 28                                                             |                                          | بناؤها من قبل شركة ميكويان                                                                            |      |
| ميراج                 | متعددة الدور وطائرات التدريب         | EQ/BQ               | 23                                                             |                                          | بناؤها من قبل داسو للطيران                                                                            |      |
| J-7                   | طائرة متعددة الدور                   | M                   | 24                                                             |                                          | بناؤها من قبل شركة صناعة الطائرات "قويتشو"، ومجموعة صناعة الطائرات "تشنغدو"، وشركة الطائرات "شنيانغ " |      |
| صاعقة                 | طائرة متعددة الدور                   | 1-2                 | 30                                                             |                                          | بناؤها من قبل شرکة الإنتاج الصناعي لطائرات إيران                                                      |      |
| F-4                   | طائرة متعددة الدور                   | RF, D/E             | 64                                                             |                                          | built by ماكدونل دوغلاس                                                                               |      |
| F-5                   | متعددة الدور وطائرات التدريب         | E/F                 | 60                                                             |                                          | built by نورثروب غرومان                                                                               |      |
| آذرخش                 | طائرة هجومية                         | 1-2                 | 41                                                             |                                          | بناؤها من قبل شرکة الإنتاج الصناعي لطائرات إيران                                                      |      |
| سوخوي سو-24           | Deep strike and interdictor aircraft | MK                  | 30                                                             | تمت ترقيتها من خلال أنظمة الرؤية الليلية | بناؤها من قبل سوخوي                                                                                   |      |
| سوخوي سو-25           | هجوم قريب الدعم وطائرات التدريب      | MK/UBK              | 6                                                              |                                          | بناؤها من قبل سوخوي                                                                                   |      |
| شفق                   | طائرة هجومية                         | M-ATF               | 25+                                                            |                                          | بناؤها من قبل شرکة الإنتاج الصناعي لطائرات إيران                                                      |      |
| قاهر 313              |                                      | غير معروف           | غير معروف                                                      | Future Aircraft                          | بناؤها من قبل منظمة صناعات الطيران الإيرانية                                                          |      |
| بيل 206               | مروحية منفعة                         | AB 206Aشباويز 206-1 | 10+                                                            |                                          | بناؤها من قبل شرکة أغستا وشرکة بنها                                                                   |      |
| بيل يو اتش-1ن         | مروحية منفعة                         | AB 205Aشباويز 2-75  | 68                                                             |                                          | بناؤها من قبل شرکة أغستا وشرکة بنها                                                                   |      |
| بيل 214               | مروحية نقل متوسطة الرفع              | 214A / 214C         | 50                                                             |                                          | |      |
| ميل مي-17             | مروحية نقل للنقل المتوسط             | Mi-17Mi-171sh       | 30                                                             |                                          | |      |
| إيه إتش-1 سوبر كوبرا  | مروحية هجومية                        | AH-1Jبنها 2091      | 50                                                             |                                          | |      |
| طوفان 2               | مروحية هجومية                        | طوفان 1 / طوفان 2   | 11                                                             |                                          | |      |
| بوينغ سي إتش-47 شينوك | مروحية نقل للنقل الثقيل              | CH-47C              | 20                                                             | [ 28 ]                                   | تم بناؤها من قبل آغستا                                                                                |      |
| داسو فالكون 20        | نقل VIP                              | فالكون 20E          | 1                                                              |                                          | |      |
| ايرو كوماندر 500      | نقل فائدة                            | 690                 | 4                                                              |                                          | |      |
| لوكهيد بيه-3 أوريون   | دورية                                | F                   | 5                                                              |                                          | الولايات المتحدة                                                                                      |      |
| IrAn-140              | نقل/ آواکس/ جولة بحرية               | F                   | 5+                                                             |                                          | إيران/أوكرانيا                                                                                        |      |
| فوكر إف27 فريند شيب   | النقل التكتيكي                       | F27-400MF27-600     | 2                                                              |                                          | |      |
| سيسنا 185             | نقل                                  | سسنا185F            | 10                                                             | [ 28 ]                                   | |      |

### طائرات بدون طيار
| نموذج             | نوع                 | كمية | مکتسب    | منشأ             | صورة | ملاحظات |
| ----------------- | ------------------- | ---- | -------- | ---------------- | ---- | --- |
| سفره ماهي         | طائرة شبح/ قتال جوي | -    |          | إيران            |      | تحت التطوير |
| کرار              | قتال جوي            | +    | 2010     | إيران            |      | [ 67 ] [ 68 ] |
| أبابيل القدس      | طائرة بدون طيار     | +    | 1986     | إيران            |      | تمّ بناء عدد واسع في العديد من أنواع مختلفة بما في ذلك التكتيكي أبابيل 5 متوسطة المدى لاستطلاع والمراقبة، وأبابيل-T قصيرة/متوسطة المدى للهجوم، وكذلك أبابيل-B و-S |
| مهاجر I/II/III/IV | طائرة بدون طيار     | 300+ | عقد 1980 | إيران            |      | [ 20 ] [ 70 ] |
| رعد 85            | طائرة بدون طيار     | +    |          | إيران            |      | انتحاري بدون طيار |
| رعد               | طائرة بدون طيار     | +    |          | إيران            |      | مع القدرات الهجومية |
| نذير              | طائرة بدون طيار     | +    |          | إيران            |      | [ 71 ] [ 72 ] |
| هد هد             | طائرة بدون طيار     | +    |          | إيران            |      | [ 73 ] |
| صاعقة             | طائرة هدف           | +    |          | إيران            |      | [ 74 ] |
| MQM-107           | طائرة هدف           | +    |          | الولايات المتحدة |      | [ 68 ] |
| ياسر              | طائرة بدون طيار     | +    | 2013     | إيران            |      | [ 70 ] [ 75 ] |
| شاهد 129          | قتال جوي            | +    |          | إيران            |      | [ 76 ] |
| حماسة أو ملحمة    | قتال جوي            | +    |          | إيران            |      | طائرة بدون طيار متوسطة المدى، قادرة على حمل صواريخ جو-أرض. |
| H-110 سرير 1      | قتال جوي            | 10+  |          | إيران            |      | قادرة على حمل صواريخ جو-جو. |
| فطرس              | قتال جوي            | +    |          | إيران            |      | مركبة قتال جوي بدون طيار بمدی 2000 كم، وسقف الرحلة 25000 قدم و16-30 ساعات تحمل الرحلة، مزودة بصواريخ.                                                            |

## معدات أخرى
- قناع غاز
- سترات واقية من الرصاص (معظم وحدات تستخدم سترات خفيفة، والسترات الثقيلة تستخدم من قبل وحدات كوماندوز)
- خوذة M1
- خوذات كيفلر (استبدال الخوذات M1)